# Aeroportul Batu Licin
Aeroportul Batu Licin (IATA: BTW, ICAO: WAOC) este un aeroport din Batu Licin⁠(d), Tanah Bumbu⁠(d), Kalimantan Selatan⁠(d), Indonezia.
Situat la o altitudine de 9 m, aeroportul dispune de o singură pistă. Este operat de Kementerian Perhubungan Indonesia⁠(d).